# Nathaniel Bliss
Nathaniel Bliss ( Bisley, 28 de novembro de 1700 — Oxford2 de setembro de 1764) foi um astrônomo inglês. Foi o quarto Astrônomo Real Britânico, de 1762 a 1764.

## Vida
Bliss nasceu na vila de Cotswolds de Bisley em Gloucestershire e estudou no Pembroke College (Oxford). Obteve um B.A. em 1720 e um M.A. em 1723.
Regente da igreja de St Ebb's em Oxford, sucedeu Edmond Halley como professor de geometria na Universidade de Oxford em 1742, sendo eleito fellow da Royal Society no mesmo ano. Sucedeu James Bradley tornando-se o quarto Astrônomo Real Britânico em 1762, permanecendo no cargo por pouco tempo.